# Haftungsprivileg
Als Haftungsprivileg bezeichnet man die Befreiung bestimmter Personen von bestimmten Arten der Haftung. Ein Haftungsprivileg kann von der Legislative durch Gesetz oder Verordnung eingeräumt oder im Zivilrecht vertraglich vereinbart werden.
Grundsätzlich sind gemäß § 276 Abs. 1 BGB vom Schuldner Vorsatz und Fahrlässigkeit zu vertreten. Durch ein Haftungsprivileg kann dieser Maßstab zugunsten des Schuldners verändert werden. 
Beispiele für Haftungsprivilegierungen in Deutschland:
- Verminderte Schuldfähigkeit Minderjähriger (§ 828 BGB)
- Haftungsprivileg bei einer gemeinsamen Betriebsstätte. Bei Schadensausgleich im Arbeitsverhältnis kommt das Haftungsprivileg zum Tragen. Beruht ein Arbeitsunfall eines Arbeitnehmers auf einem Arbeitgeberverschulden greift das Haftungsprivileg des § 104  SGB VII. Kommt es zu Personenschäden von Kollegen oder des Arbeitgebers gilt das Haftungsprivileg des Arbeitnehmers gemäß § 105  SGB VII.
- Privilegierte Schenker- und Verleiherhaftung (§ 521 BGB und § 599 BGB): Sowohl Schenker als auch Verleiher haben bloß Vorsatz und grobe Fahrlässigkeit zu vertreten. Der Grund für diese Privilegierung wird allgemein in der verminderten Schutzbedürftigkeit des Gläubigers gesehen, da er seine Leistung jeweils unentgeltlich erhält.
- Auch ein Finder hat nur Vorsatz und grobe Fahrlässigkeit zu vertreten, § 968 BGB.
- Bei besonderen Näheverhältnissen ist die Haftung oftmals auf die eigenübliche Sorgfalt beschränkt, so zum Beispiel im Verhältnis von Ehegatten untereinander (§ 1359 BGB), von Eltern gegenüber ihren Kindern (§ 1664 BGB).
- Haftungsprivilegierung bei der Geschäftsführung ohne Auftrag. Besorgt jemand ein Geschäft für eine andere Person, so hat er nur grobe Fahrlässigkeit und Vorsatz für etwaige Schäden zu vertreten, sofern es bei der Geschäftsbesorgung um die Abwehr einer dringenden Gefahr ging, § 680 BGB.

Für die vertragliche Vereinbarung von Haftungsprivilegien sind insbesondere Nummern 7a und 7b des § 309 BGB zu beachten. 